# Sebagena argentea
Sebagena argentea är en fjärilsart som beskrevs av Walker 1869. Sebagena argentea ingår i släktet Sebagena och familjen trågspinnare. Inga underarter finns listade.